# Lisówka blada
Lisówka blada (Hygrophorus pallidus Peck) – gatunek grzybów z rodziny wodnichowatych (Hygrophoraceae).

## Systematyka i nazewnictwo
Pozycja w klasyfikacji według Index Fungorum: Hygrophorus, Hygrophoraceae, Agaricales, Agaricomycetidae, Agaricomycetes, Agaricomycotina, Basidiomycota, Fungi.
Po raz pierwszy opisał go w 1902 roku Charles Horton Peck i nadana przez niego nazwa naukowa jest aktualna. Synonimy:
- Camarophyllus pallidus (Peck) Murrill 1916
- Hygrophoropsis pallida (Peck) Kreisel ex M. Gyosheva & D. Stoykov 2017[2].

Nazwę polską zaproponował Władysław Wojewoda w 2003 r. dla nazwy naukowej Hygrophoropsis pallida (Cooke) Kreisel. Jest niespójna z aktualną nazwą naukową.

## Morfologia
Kapelusz
Średnica od 2 do 16 cm, u młodych okazów wypukły lub dzwonkowaty z garbkiem, potem płaski lub lekko wklęsły. Brzeg podwinięty, często prążkowany (jest nieco higrofaniczny). Powierzchnia początkowo nieco szarawa, z czasem prawie biaława, w stanie świeżym lepka, ale szybko wysychająca i błyszcząca, przy powiększeniu delikatnie włóknikowato-kłaczkowata.
Blaszki
Blaszki początkowo łukowato przyrośnięte do zbiegających, potem zbiegające, średnio gęste, z międzyblaszkami, w stanie suchym tej samej barwy co kapelusz, w stanie wilgotnym białawe lub szarobiałe.
Trzon
Wysokość 3–6 cm, grubość 0,8–1,1 cm, walcowaty lub zwężający się ku podstawie, początkowo pełny, potem gąbczasty. Powierzchnia na wierzchołku naga, poza tym naga lub włóknista.
Miąższ
Biały do szarawego, przy brzegu w barwie przydymionego fioletu, gruby. Zapach łagodny, smak początkowo łagodny, potem gorzkawy.
Cechy mikroskopowe
Zarodniki 5-6 X 4–5 μm, kuliste do półkulistych, gładkie, w odczynniku Melzera bladożółte. Podstawki (31) 38-44 X 5–6 μm, 4-zarodnikowe. Pleurocystydy i cheilocystydy niezróżnicowane. Trama blaszek żółtawobrązowa w jodynie, złożona z misternie splecionych, wąskich strzępek (o szerokości 3,5–6 μm). Skórka zbudowana z lekko galaretowatych, bezbarwnych strzępek typu ixotrichoderma, mniej lub bardziej wyprostowanych, o szerokości 1–2 μm. Trama kapelusza zbudowana z promieniście ułożonych, prawie równoległych, nieco splątanych strzępek ze sprzążkami.
Gatunki podobne
Lisówka pomarańczowa Hygrophoropsis aurantiaca odróżnia się bardziej jaskrawą barwą. Cały jej owocnik jest pomarańczowy. Od lisówki pomarańczowej i innych gatunków lisówek lisówka blada odróżnia się także większymi zarodnikami.

## Występowanie
Znane jest występowanie lisówki bladej w niektórych krajach Europy, najwięcej stanowisk podano na Półwyspie Skandynawskim. Poza Europą nieliczne stanowiska podano także w Ameryce Północnej i Rosji. W Polsce gatunek rzadki. Znajduje się na Czerwonej liście roślin i grzybów Polski. Ma status R – gatunek potencjalnie zagrożony z powodu ograniczonego zasięgu geograficznego i małych obszarów siedliskowych. Znajduje się na listach gatunków zagrożonych także w Holandii. W piśmiennictwie naukowym w Polsce do 2003 r. podano 3 stanowiska, ale w późniejszych latach podano także nowsze.
Grzyb naziemny występujący na terenach podmokłych lub wilgotnych.